# Стук Бамбука в XI часов
Стук Бамбука в XI часов — советский музыкальный коллектив, образованный в Ижевске в конце 1980-х годов. После записи альбома «Лёгкое дело холод» в 1991 году и ухода вокалистки Татьяны Ерохиной коллектив прекратил своё существование.

## История
Музыкальный коллектив «Стук Бамбука в XI часов» был образован тремя участниками: Дмитрием Носковым, Василием Агафоновым и Константином Багаевым, коллекционировавшими разного рода шумы и звуки.
Мы считали, что самое главное — это создать атмосферу, содержащую в себе настроение. Не нужно ничего конкретного, о чём можно сказать словами. Мы считали, что музыка в сочетании с поэзией должна нести в себе нечто большее, чем быть способом выяснения отношений с самим собой или с внешним миром, — Василий Агафонов
На лирику и художественный образ коллектива повлияли Кортасар, Кафка, Кобо Абэ.
Группе предшествовала другая группа, называвшаяся «Бесконечность дурная», образованная Константином Багаевым и Дмитрием Носковым. Группа исполняла диссонансо-ритмичную музыку на гитарах. Позже, после «Фестиваля Комнатных Постов», где собрались подобные квартирные группы, к дуэту присоединился Василий Агафонов.
Вскоре Костя Багаев покупает синтезатор Поливокс, и группа начинает свои эксперименты в области электронного звучания (Василий Агафонов декламировал стихи под звучание «Поливокса», гитар, пропущенных через различные примочки, и драм-машину). Полгода коллектив жил без названия, и потом появилось название «Стук Бамбука в XI часов». Чуть позже коллектив решает, что проекту необходима вокалистка — так в группу вливается живой голос Тани Ерохиной. Первая совместная композиция — «La cheval de ma vie»: Таня перевела текст «Лошадь моей жизни» на французский язык и спела.
Моим первым впечатлением от ребят было удивление от обилия идей и степени свободы в выборе их воплощения. Когда я начала петь, они сразу же заставили меня забыть обо всём, чему я училась в музыкальной школе. Я пыталась петь оформленным звуком, но мне сказали: „Пой, как будто мурлычешь колыбельную, без напряжения голоса, легко и свободно“, — Татьяна Ерохина
Вскоре на песню «Лошадь моей жизни» в университетском подвале был снят чёрно-белый видеоклип, который занял первое место на всесоюзном конкурсе Программы А.
О том, как писались тексты песен, вспоминает Костя Багаев: 
Я включал инструментальную часть мелодии, записанную несколько раз подряд на часовую плёнку. Музыка диктовала тему. Затем я брал огромный англо-русский словарь, и из нескольких вариантов перевода память выхватывала отдельные слова, которые затем превращались во фразы
Запись единственного альбома проходила на квартире у Багаева. В записи, кроме состава группы, приняли участие Андрей Гостев и Дмитрий Лекомцев (гитара и бас в «Береговой Осени»). Во время окончания записи альбома уходит Дмитрий Носков.
В оформлении обложки был использован реальный фотосюжет.
Ещё один видеоклип (на композицию «Снежный мёд») получил первое место в программе «Экзотика», выходившей в начале 90-х по телеканалу РТР.

## Состав
- Константин Багаев — музыка, звуки, текст (1988—1991)
- Дмитрий Носков — музыка, звуки, текст (1988—1991)
- Василий Агафонов — музыка, звуки (1989—1991)
- Татьяна Ерохина — вокал (1990—1991)
- Андрей Гостев (Андрей Байбеков) — бас-гитара (композиция «La cheval de ma vie») (1990), гитара (композиции «Покойный» и «Береговая осень») (1990—1991)
- Дмитрий Лекомцев — бас-гитара (композиция «Береговая осень») (1990—1991)

## Дискография
- 1990 - La cheval de ma vie (EP-магнитоальбом)
- 1991 - Лёгкое дело холод (магнитоальбом) (переиздания: 2001 (CD, Izhitsa Records); 2015 (CD; винил (Мирумир)); 2022 (кассета (Destroyed Room Tapes)); 2023 (винил (Destroyed Room Tapes)))
- 1998 - Стены и туманы (EP-магнитоальбом) [Константин Багаев]